# Nîjnie, Turka
Nîjnie (în ucraineană Нижнє) este un sat în comuna Verhnie din raionul Turka, regiunea Liov, Ucraina.

## Demografie
Componența lingvistică a localității Nîjnie
     Ucraineană (100%)
Conform recensământului din 2001, toată populația localității Nîjnie era vorbitoare de ucraineană (100%).